# Lando de Gaète
Lando de Gaète est brièvement  duc de Gaète en 1064-1065.

## Biographie
Lando de Gaète est nommé duc par Richard Ier et son fils Jourdain Ier, co-princes de Capoue, après la révolte menée par Guillaume de  Montreuil, qui avait répudié la fille de Richard pour épouser Marie de Gaète, veuve d'Aténolf I de Gaète.
Lando doit sans doute être identifié avec le comte Lando de Traetto, un frère d'Aténolf II de Gaète qui se rebelle en 1064 avec son fils Pierre, son frère Aténolf et Guillaume. Lando se retire à Rome, où il est encore en vie en 1093 ; à cette époque, il lègue ses domaines du duché de Gaète au monastère du Mont-Cassin.

## Sources
- (en) Patricia Skinner. Family Power in Southern Italy: The Duchy of Gaeta and its Neighbours, 850-1139. Cambridge University Press: 1995.